# Jørgen Marcussen
Jørgen Marcussen (Nødebo, Municipi de Hillerød, 15 de maig de 1950) és un ciclista danès, ja retirat, que fou professional entre 1976 i 1989. El 1972, com a amateur, va prendre part en els Jocs Olímpics de Múnic. Com a professional destaquen una etapa al Giro d'Itàlia de 1980 i la medalla de bronze al Campionat del Món de 1978.

## Palmarès
- 1975
  - 1r al Gran Premi Guillem Tell i vencedor d'una etapa
- 1978
  - 3r al Campionat del Món
- 1980
  - Vencedor d'una etapa al Giro d'Itàlia
- 1986
  - 1r al Trofeu Matteotti
  - Vencedor d'una etapa a la Post Danmark Rundt

### Resultats al Giro d'Itàlia
- 1976. 37è de la classificació general
- 1977. 88è de la classificació general
- 1980. 33è de la classificació general. Vencedor d'una etapa
- 1981. 17è de la classificació general
- 1982. 32è de la classificació general

### Resultats a la Volta a Espanya
- 1981. 4t de la classificació general

### Resultats al Tour de França
- 1979. Abandona (10a etapa)